# Souris (Stany Zjednoczone)
Souris – miasto w Stanach Zjednoczonych, w stanie Dakota Północna, w hrabstwie Bottineau.